# Ciemna strona Słońca
Ciemna strona Słońca (tyt. oryg. The Dark Side of the Sun) – opowieść science fiction napisana przez Terry’ego Pratchetta i wydana po raz pierwszy w 1976 roku. Po kilku latach uznana została za kontynuację wydanej później pierwszej części serii powieści Dysk. Przez wielu fanów uważana następnie za zapowiedź serii Świat Dysku, pomimo małych powiązań z Warstwami wszechświata. Jednak terminologia zawarta w jej treści tej książki pojawia się ponownie w tej samej lub podobnie brzmiącej treści w kolejnych książkach serii. Książka nawiązuje swoim stylem do dzieł Isaaca Asimova. W Polsce książka ukazała się w tłumaczeniu Jarosława Kotarskiego.

## Inne tłumaczenia
- La Face obscure du Soleil (francuskie)
- Die dunkle Seite der Sonne (niemieckie)